# Seattle Mitre Eagles
O Seattle Mitre Eagles foi um clube de futebol dos Estados Unidos com sede em Port Orchard, Washington . Foi notável por chegar a final da National Challenge Cup de 1987 e participar da Liga dos Campeões da CONCACAF de 1988, em que perdeu para o time mexicano Cruz Azul por 9-0 no agregado. 

## Honras
- Finalista da Taça US Open (1): 1987
- Participações na Liga dos Campeões da CONCACAF : 1988